# Kärrtorp
Kärrtorp est un quartier du district de Skarpnäck à Stockholm en Suède,.

## Description
Kärrtorp est un quartier de Söderort. 
Kärrtorpest limitrophe des quartiers Bagarmossen, Björkhagen, Enskededalen, Gamla Enskede, Hammarbyhöjden et Skarpnäcks gård dans la commune de Stockholm, ainsi que de la  réserve naturelle de Nacka (sv) dans la commune de Nacka.
Kärrtorp abrite abrite le parc de Gränsberget.
La construction du quartier s'est achevée en 1952. La majorité des bâtiments sont des immeubles résidentiels de trois étages, mais on trouve également plusieurs constructions plus hautes, dont l'immeuble de treize étages situé à côté de la station de métro Kärrtorp. 
Le quartier est resté en grande partie inchangé et l'architecture d'origine des années 1950 a été conservée, tout comme à Bagarmossen. 
Depuis 2008, de nouveaux projets de logements ont été lancés près du lycée de Kärrtorp.

## Transports
La station de métro Kärrtorps a été ouverte à la circulation le 19 novembre 1958.
Il s'agit d'une station élevée sur la ligne T17 du métro de Stockholm avec une entrée depuis la place Kärrtorpsplan.
La station est située à 5,5 kilomètres de Slussen.
Kärrtorp est le terminus de la ligne de bus 163 menant à Bredäng et de la ligne 180 menant à  Orhem par Skarpnäcks gård.
L'autoroute nord-sud  Nynäsvägen est accessible en quelques minutes depuis Kärrtorp. 
La Nynäsvägen se dirige vers le nord en direction de Södra Länken et le centre-ville, et vers le sud jusqu'à Nynäshamn.

## Galerie

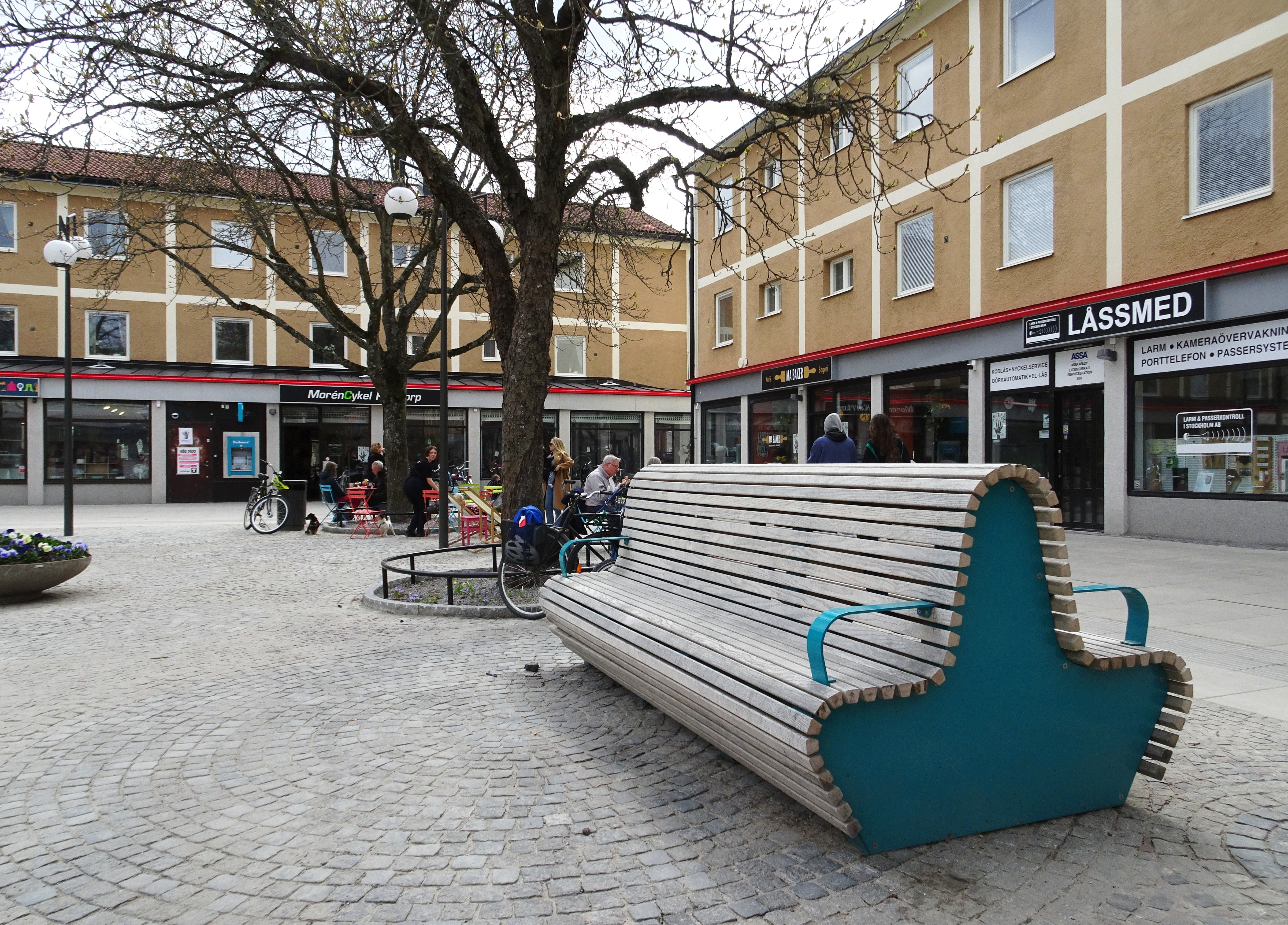
Le centre en 2021.
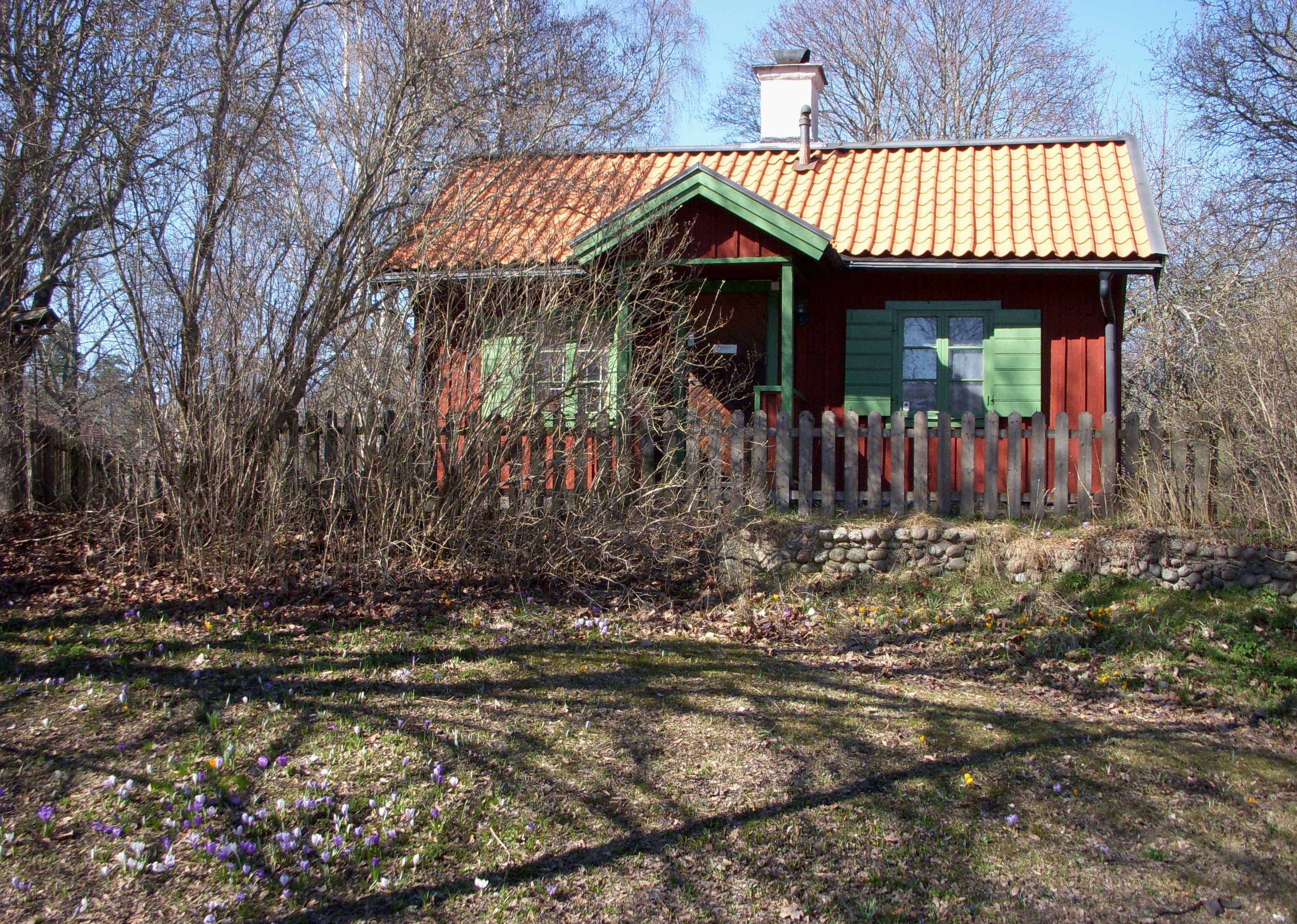
Torpet Kärrtorp.
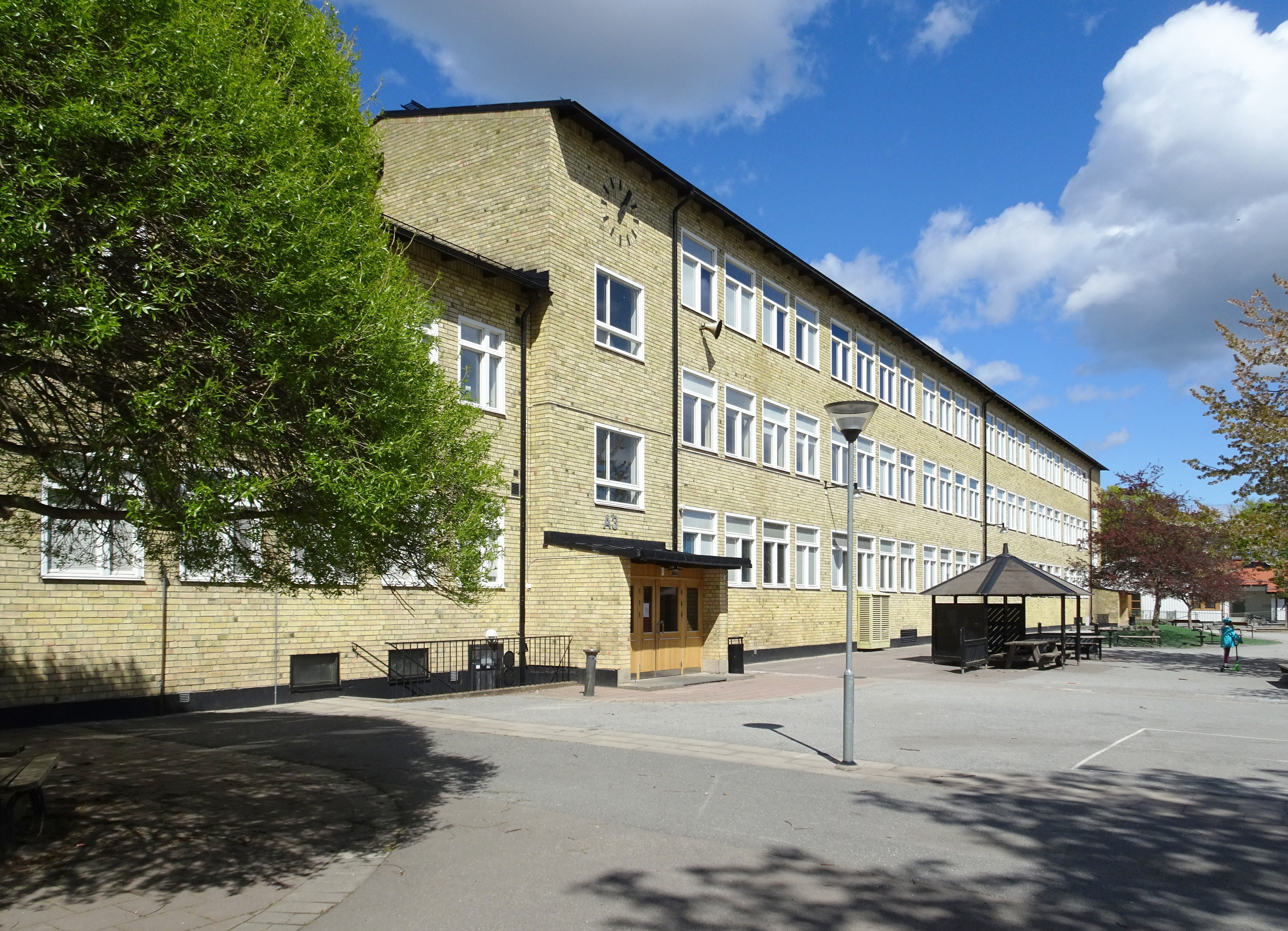
École de Skarpnäck.
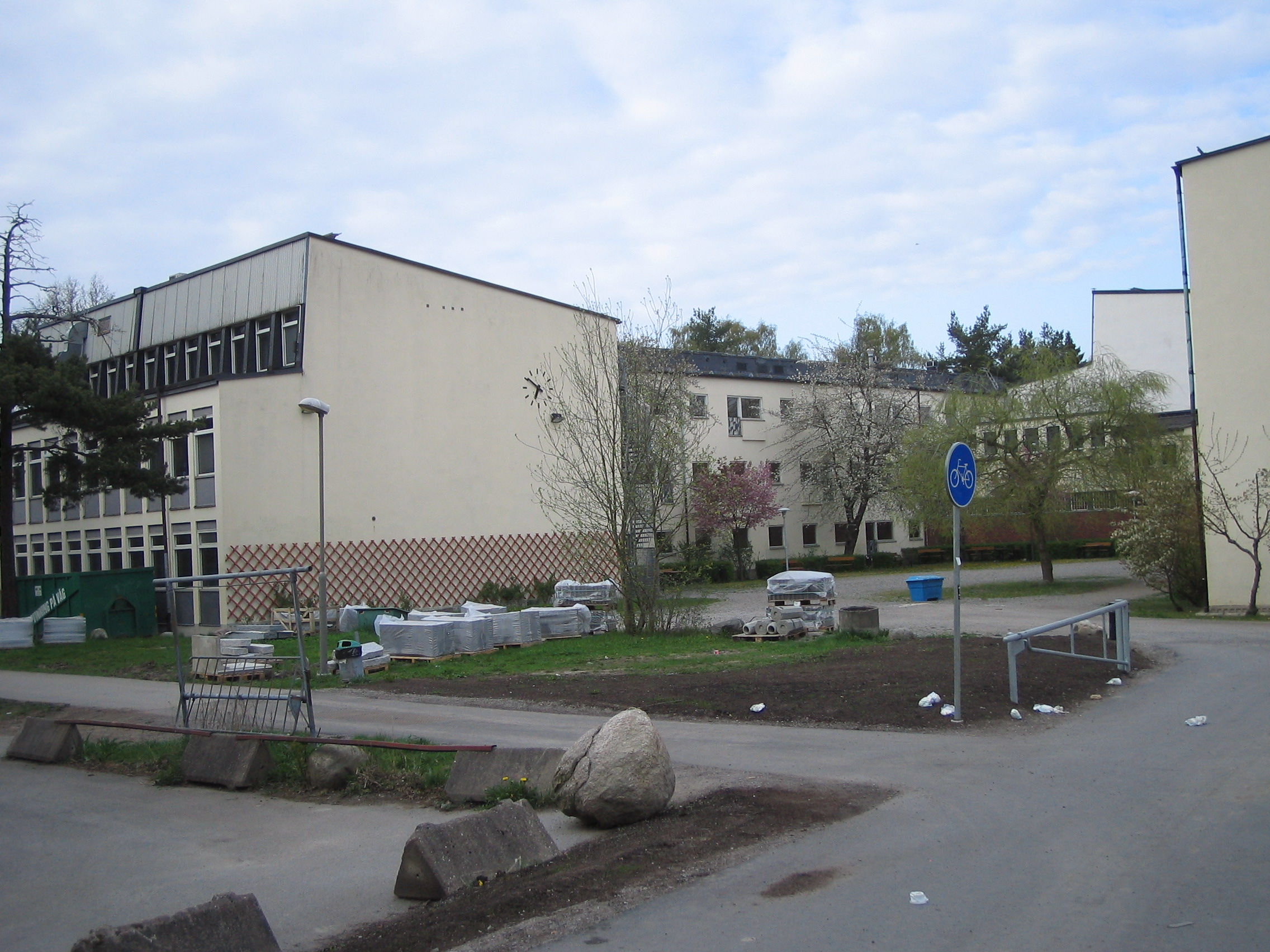
Lycée de Kärrtorps.

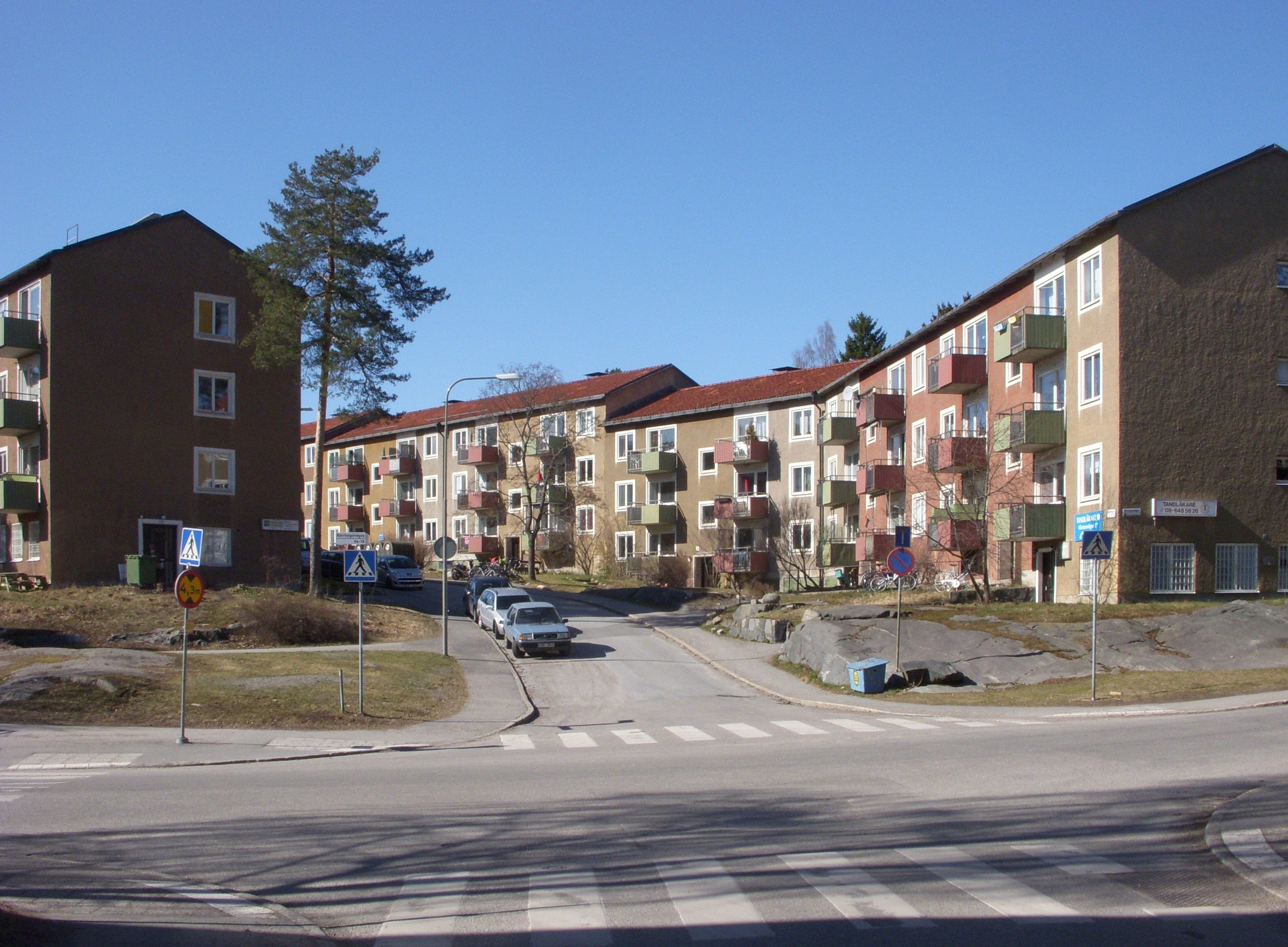
Korsningen Vikstensvägen / Kärrtorpsvägen
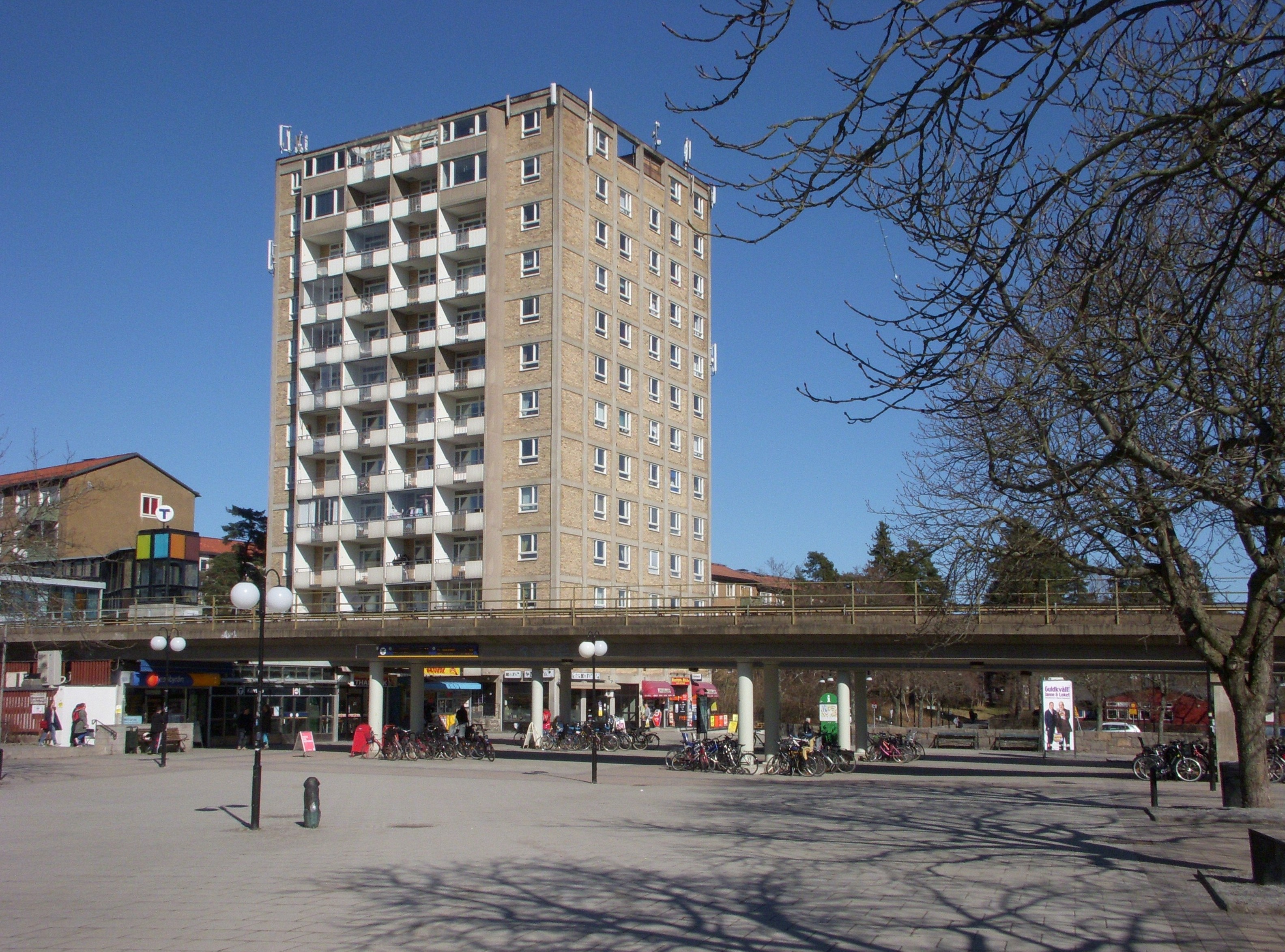
L'un des immeubles de Hjalmar Klemming et Kärrtorpsplan.
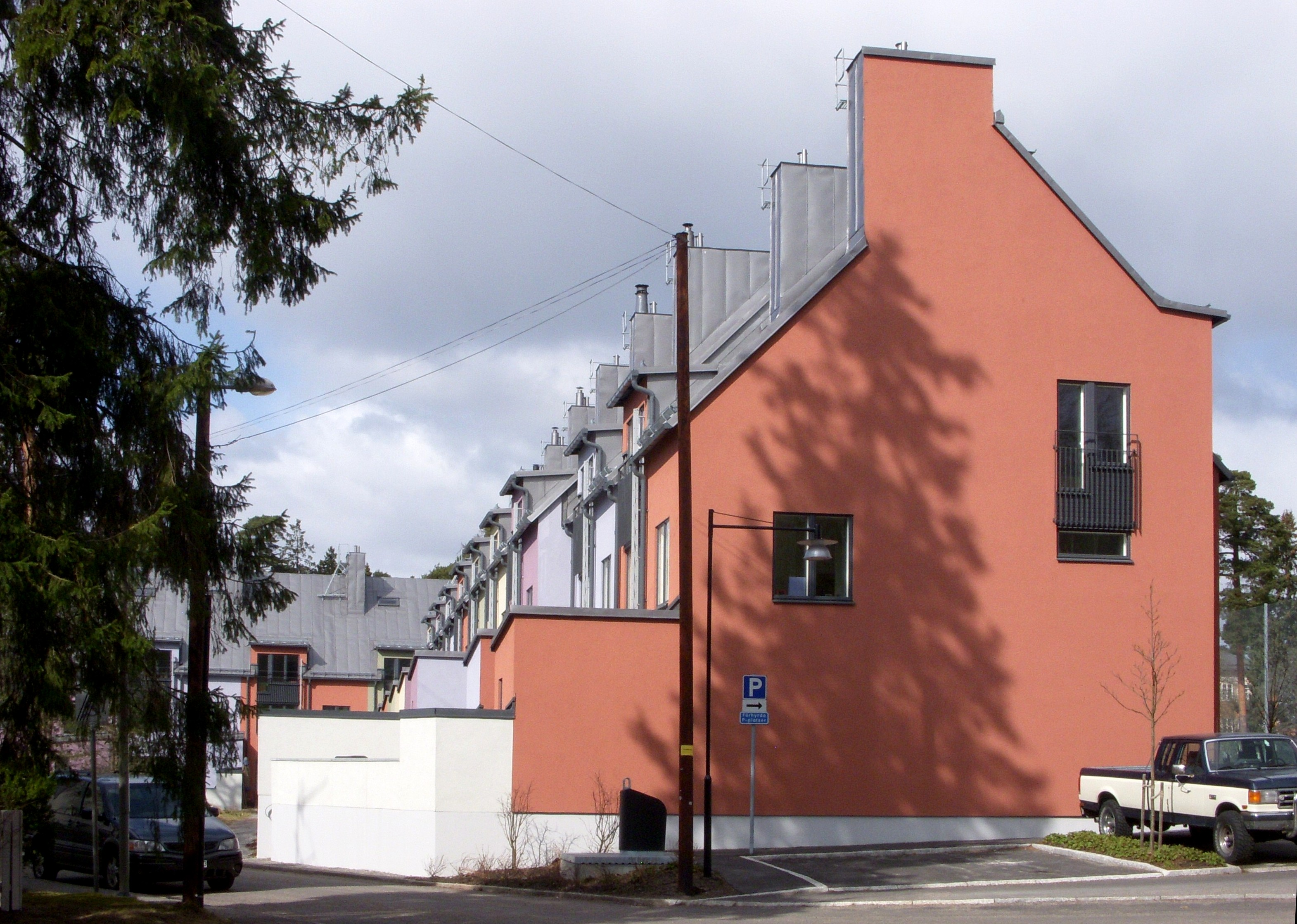
Kvarteret Mursmäckan.
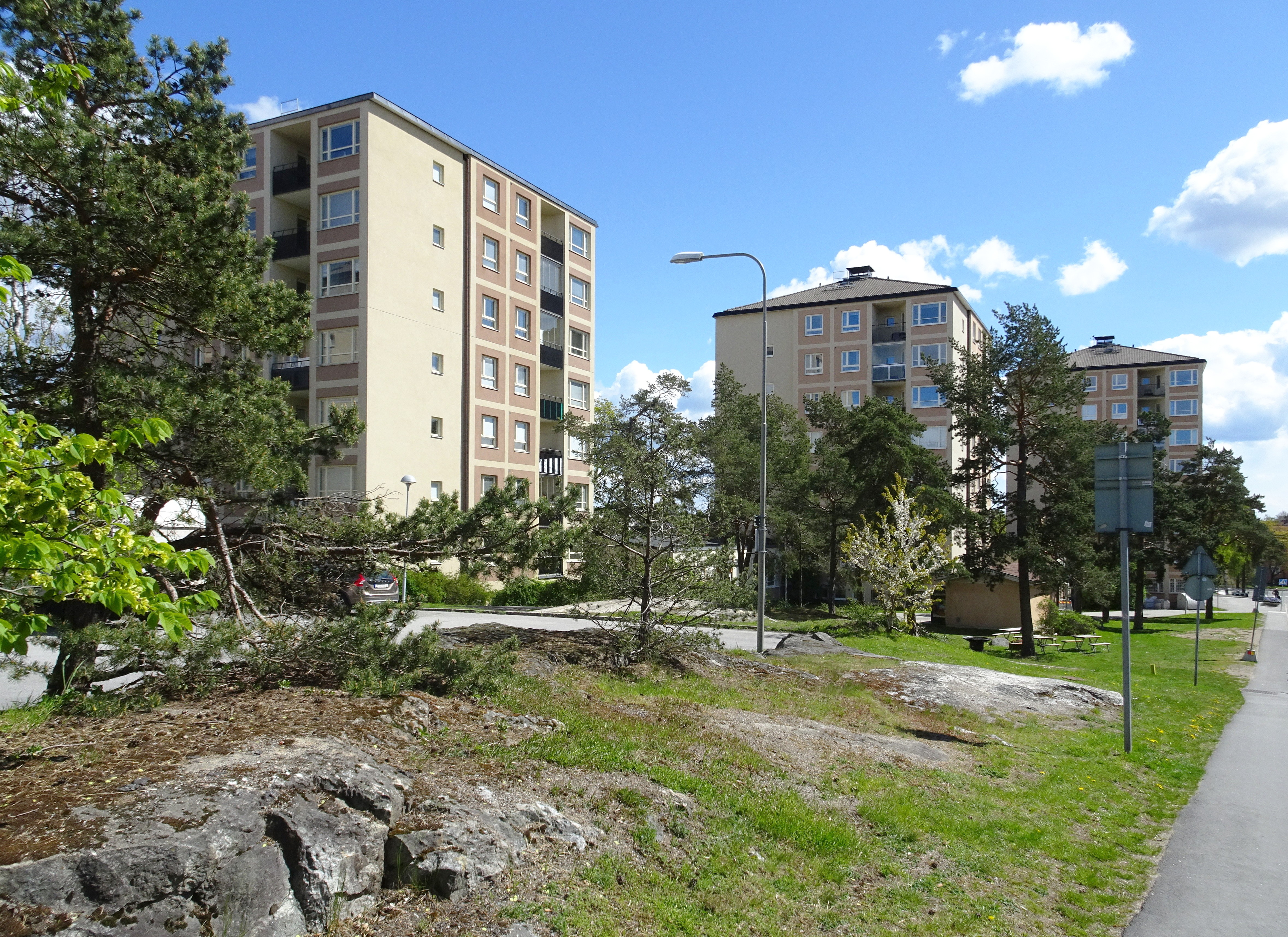
Söderarmsvägen.